# Pusionella ghanaensis
Pusionella ghanaensis is een slakkensoort uit de familie van de Clavatulidae. De wetenschappelijke naam van de soort is voor het eerst geldig gepubliceerd in 2006 door Boyer & Ryall.